# Monuments culturels du district de Mačva
Cet article recense les monuments culturels du district de Mačva en Serbie.

## Liste
| ID      | Monument                                                                              | Adresse                                                                        | Municipalité                   | Datation                                          | Photo |
| ------- | ------------------------------------------------------------------------------------- | ------------------------------------------------------------------------------ | ------------------------------ | ------------------------------------------------- | ----- |
| SK 255  | Konak à Vladimirci                                                                    | Maršala Tita 10 44° 36′ 59″ N, 19° 47′ 00″ E                                   | Vladimirci                     | 1854                                              |       |
| SK 361  | Monastère de Čokešina                                                                 | 44° 38′ 30″ N, 19° 23′ 48″ E                                                   | Loznica (Čokešina)             | Fondé au XIVe siècle                              |       |
| SK 363  | Monastère de Tronoša                                                                  | 44° 27′ 36″ N, 19° 17′ 01″ E                                                   | Loznica (Korenita)             | 1276-1282                                         |       |
| SK 364  | Église de la Transfiguration de Krivaja                                               | 44° 33′ 19″ N, 19° 36′ 07″ E                                                   | Šabac (Krivaja)                | XVe siècle ; 1790 (apparence actuelle)            |       |
| SK 457  | Ossuaire de Prnjavor                                                                  | Parvis de l'église Saint-Élie 44° 41′ 51″ N, 19° 23′ 21″ E                     | Šabac (Prnjavor)               | 1922                                              |       |
| SK 576  | Bâtiment du vieil hôpital à Šabac                                                     | Vojvode Mišića 18a 44° 45′ 11″ N, 19° 41′ 43″ E                                | Šabac                          | 1865                                              |       |
| SK 578  | Église en bois Saint-Pierre-et-Saint-Paul de Selenac                                  | 44° 17′ 45″ N, 19° 19′ 50″ E                                                   | Ljubovija (Selenac)            | 1816                                              |       |
| SK 579  | Vieux pont sur la Ljuboviđa                                                           | 44° 15′ 03″ N, 19° 30′ 02″ E                                                   | Ljubovija (Donja Orovica)      | XVIe siècle                                       |       |
| SK 580  | Église en bois des Saints-Apôtres de Donja Orovica                                    | 44° 13′ 20″ N, 19° 29′ 06″ E                                                   | Ljubovija (Donja Orovica)      | 1839-1840                                         |       |
| SK 586  | Maison du bey à Loznica                                                               |                                                                                | Loznica                        | Première moitié du XIXe siècle                    |       |
| SK 604  | Maison à Tolisavac                                                                    | 44° 22′ 04″ N, 19° 27′ 17″ E                                                   | Krupanj (Tolisavac)            | Fin du XIXe siècle ou début du XXe siècle         |       |
| SK 719  | Bâtiment du lycée de Šabac (Musée national de Šabac)                                  | Masarikova 13 44° 45′ 19″ N, 19° 41′ 34″ E                                     | Šabac                          | 1857                                              |       |
| SK 720  | Forteresse de Loznica                                                                 | 44° 30′ 44″ N, 19° 24′ 57″ E                                                   | Loznica (Draginac)             | À partir du Premier soulèvement serbe (1804-1813) |       |
| SK 726  | Monastère de Kaona                                                                    | 44° 31′ 47″ N, 19° 42′ 15″ E                                                   | Vladimirci (Kaona)             | Fondation au XIe siècle ou au XIVe siècle         |       |
| SK 727  | Maison de Jovan Pavlović à Šabac                                                      | Masarikova 3 44° 45′ 23″ N, 19° 41′ 37″ E                                      | Šabac                          | 1846                                              |       |
| SK 728  | Bâtiment du palais épiscopal à Šabac (Bibliothèque nationale de Šabac)                | Masarikova 18 44° 45′ 20″ N, 19° 41′ 32″ E                                     | Šabac                          | 1849-1854                                         |       |
| SK 729  | Bâtiment du Tribunal de district à Šabac                                              | Gospodar Jevremova 4 44° 45′ 26″ N, 19° 41′ 37″ E                              | Šabac                          | 1907                                              |       |
| SK 730  | Bâtiment de l'Administration du district à Šabac                                      | Gospodar Jevremova 8 44° 45′ 27″ N, 19° 41′ 35″ E                              | Šabac                          | 1906                                              |       |
| SK 731  | Maison Arambašić à Šabac                                                              | Karađorđeva 3 44° 45′ 24″ N, 19° 41′ 41″ E                                     | Šabac                          | Fin du XIXe siècle                                |       |
| SK 732  | Maison de Dragomir Petrović à Šabac                                                   | Masarikova 39 44° 45′ 13″ N, 19° 41′ 26″ E                                     | Šabac                          | 1912                                              |       |
| SK 733  | Maison de Pavle Stanić à Šabac                                                        | Gospodar Jevremova 21 44° 45′ 29″ N, 19° 41′ 28″ E                             | Šabac                          | 1910                                              |       |
| SK 735  | Bâtiment de la première pharmacie publique à Šabac                                    | Gospodar Jevremova 23 44° 45′ 29″ N, 19° 41′ 28″ E                             | Šabac                          | 1928                                              |       |
| SK 736  | Maison Krsmanović à Šabac (Bâtiment Borova)                                           | Masarikova 2 44° 45′ 25″ N, 19° 41′ 38″ E                                      | Šabac                          | 1891                                              |       |
| SK 737  | Bâtiment de la Vieille pharmacie à Loznica (aujourd'hui : Musée du Jadar)             | Pašićeva 25 44° 31′ 54″ N, 19° 13′ 28″ E                                       | Loznica                        | Début du XXe siècle                               |       |
| SK 740  | Forteresse de Šabac                                                                   | 44° 45′ 51″ N, 19° 42′ 13″ E                                                   | Šabac                          | 1471                                              |       |
| SK 741  | Église Saint-Pierre-et-Saint-Paul de Dobrić                                           | 44° 41′ 09″ N, 19° 34′ 31″ E                                                   | Šabac (Dobrić)                 | 1827                                              |       |
| SK 816  | Propriété de Jevrem Pavlović à Trbosilje                                              | 44° 34′ 06″ N, 19° 29′ 33″ E                                                   | Loznica (Trbosilje)            | Fin du XVIIIe siècle ou début du XIXe siècle      |       |
| SK 957  | Maison de la culture Vuk Karadžić à Loznica                                           | Save Kovačevića 1 44° 31′ 51″ N, 19° 13′ 30″ E                                 | Loznica                        | 1936-1937                                         |       |
| SK 1067 | Maison commémorative de la Lutte de libération nationale à Sakar                      | 44° 21′ 45″ N, 19° 07′ 21″ E                                                   | Mali Zvornik (Sakar)           |                                                   |       |
| SK 1070 | Cimetière juif de Šabac                                                               | Jevrejska bb                                                                   | Šabac                          | Milieu du XIXe siècle-été 1941                    |       |
| SK 1469 | Ossuaire-mémorial de Mačkov kamen                                                     | 44° 19′ 44″ N, 19° 17′ 35″ E                                                   | Ljubovija (Crnča)              | 1928-1932                                         |       |
| SK 1470 | Cathédrale Saint-Pierre-et-Saint-Paul de Šabac                                        | Masarikova 1 44° 45′ 23″ N, 19° 41′ 38″ E                                      | Šabac                          | 1826-1831                                         |       |
| SK 1471 | Église de la Nativité-de-la-Mère-de-Dieu de Bogatić                                   | Vojvode Stepe 44° 50′ 13″ N, 19° 28′ 54″ E                                     | Bogatić                        | 1856                                              |       |
| SK 1472 | Église Saint-Constantin-et-Sainte-Hélène de Koceljeva                                 | 44° 28′ 02″ N, 19° 49′ 14″ E                                                   | Koceljeva                      | 1868-1870                                         |       |
| SK 1475 | Église de l'Ascension de Dublje                                                       | Moše Pijade 1 44° 45′ 34″ N, 19° 28′ 32″ E                                     | Bogatić (Dublje)               | 1936                                              |       |
| SK 1479 | Bâtiment de l'ancienne Administration du district à Bogatić                           | Vojvode Stepe 2 44° 50′ 40″ N, 19° 28′ 18″ E                                   | Bogatić                        | 1929-1934                                         |       |
| SK 1546 | Maison Katić et galerie Mića Popović à Loznica                                        | Jovana Cvijića 15 44° 31′ 52″ N, 19° 13′ 18″ E                                 | Loznica                        | 1878                                              |       |
| SK 1549 | Bâtiment de l'école Janko Veselinović à Šabac                                         | Karađorđeva 48 44° 45′ 13″ N, 19° 41′ 49″ E                                    | Šabac                          | 1885-1887                                         |       |
| SK 1599 | Église de la Dormition-de-la-Mère-de-Dieu de Dobri Potok                              | 44° 22′ 21″ N, 19° 22′ 24″ E                                                   | Krupanj (Lipenović)            | Mentionnée en 1528                                |       |
| SK 2033 | Église Saint-Pierre-et-Saint-Paul de Glogovac                                         | 44° 51′ 32″ N, 19° 24′ 55″ E                                                   | Bogatić (Glogovac)             | 1927                                              |       |
| SK 2034 | Ethno-parc de Sovljak                                                                 | 44° 51′ 53″ N, 19° 25′ 53″ E                                                   | Bogatić (Sovljak)              | XIXe et XXe siècles                               |       |
| SK 2035 | Église Saint-Étienne de Svileuva                                                      | 44° 31′ 03″ N, 19° 49′ 41″ E                                                   | Koceljeva (Svileuva)           | 1829                                              |       |
| SK 2036 | Bâtiment de la Velika škola à Koceljeva (Bibliothèque Janko Veselinović de Koceljeva) | Nemanjina 70 44° 27′ 59″ N, 19° 49′ 06″ E                                      | Koceljeva                      | 1901                                              |       |
| SK 2037 | Bâtiment de la Mala škola à Koceljeva (Musée du patrimoine de Koceljeva)              | Nemanjina 70 44° 27′ 59″ N, 19° 49′ 06″ E                                      | Koceljeva                      | 1871                                              |       |
| SK 2040 | Église de la Sainte-Trinité de Donja Trešnjica                                        | 44° 19′ 34″ N, 19° 09′ 56″ E                                                   | Mali Zvornik (Donja Trešnjica) | 1852                                              |       |
| SK 2041 | Bâtiment de la Maison Sokol à Šabac                                                   | Angle des rues Koste Abraševića et Miloša Obilića 44° 45′ 20″ N, 19° 41′ 24″ E | Šabac                          | 1930-1934                                         |       |
| SK 2042 | Monastère de Radovašnica                                                              | Pentes septentrionales du mont Cer 44° 37′ 23″ N, 19° 29′ 19″ E                | Šabac                          | Fondé avant le XVe siècle                         |       |
| SK 2043 | Église de la Dormition-de-la-Mère-de-Dieu de Lipolist                                 | 44° 41′ 53″ N, 19° 30′ 04″ E                                                   | Šabac (Lipolist)               | 1872                                              |       |
| SK 2044 | Bâtiment situé 37 rue Karađorđeva à Šabac                                             | Karađorđeva 37 44° 45′ 18″ N, 19° 41′ 42″ E                                    | Šabac                          | Milieu du XIXe siècle ; modifications ultérieures |       |
| SK 2045 | Monastère de Petkovica                                                                | 44° 39′ 42″ N, 19° 25′ 38″ E                                                   | Šabac (Petkovica)              | XIIIe ou XIVe siècle                              |       |
| SK 2178 | Bâtiment du marché municipal à Šabac                                                  | Trg Kneza Ive od Semberije bb 44° 45′ 28″ N, 19° 41′ 32″ E                     | Šabac                          | 1939                                              |       |
| SK 2179 | Bâtiment de l'hôtel Zeleni venac à Šabac                                              | Cara Dušana 2 44° 45′ 25″ N, 19° 41′ 32″ E                                     | Šabac                          | 1931-1935                                         |       |
| SK 2180 | Bâtiment de la Maison des artisans à Šabac                                            | Karađorđeva 22 44° 45′ 20″ N, 19° 41′ 45″ E                                    | Šabac                          | 1934                                              |       |
| SK 2193 | Vieille pharmacie à Krupanj                                                           | Arčibalda Rajsa 6 44° 21′ 56″ N, 19° 21′ 30″ E                                 | Krupanj                        | 1899-1900                                         |       |
| SK 2194 | Propriété de Dragoljub Jurišić à Crna Bara                                            | Momčila Petrovića 1 44° 52′ 18″ N, 19° 24′ 02″ E                               | Bogatić (Crna Bara)            | Seconde moitié du XIXe siècle                     |       |
| SK 2195 | Bâtiment de l'école Stepa Stepanović à Tekeriš                                        | 44° 32′ 57″ N, 19° 31′ 34″ E                                                   | Loznica (Tekeriš)              | 1884                                              |       |
| SK 2239 | Église de l'Ascension de Zminjak                                                      | 44° 44′ 26″ N, 19° 28′ 05″ E                                                   | Šabac (Zminjak)                | 1840-1850                                         |       |
| SK 2240 | Église de la Dormition-de-la-Mère-de-Dieu d'Orid                                      | 44° 42′ 54″ N, 19° 47′ 45″ E                                                   | Šabac (Orid)                   | 1872-1876                                         |       |